# Сабиа, Донато
Донато Сабиа (итал. Donato Sabia; 11 сентября 1963, Потенца — 8 апреля 2020, Потенца) — итальянский легкоатлет, бегун на средних дистанциях, двукратный участник Олимпийских игр (1984, 1988), чемпион Европы в закрытых помещениях (1984) в беге на 800 метров.

## Биография
Родился 11 сентября 1963 года в Потенца, Италия.
Умер 7 апреля 2020 года в Потенца от инфекции COVID-19 во время пандемии коронавируса в Италии.

## Спортивная карьера
В августе 1983 года на чемпионате мира по лёгкой атлетике в Хельсинки он занял 5-е место (с результатом 3:05.10) с итальянской командой (Стефано Малинверни, Донато Сабиа, Мауро Дзулиани, Роберто Рибо) в финале эстафеты 4×400 метров. И там же он занял 5-е место (с результатом 1:47.62) в предварительном забеге на 800 м, но не смог пробиться в финал.
В марте 1984 года на чемпионате Европы по легкой атлетике в помещении в Гётеборге он выиграл золото (с результатом 1:48.05) в беге на 800 м.
В августе того же года на летних Олимпийских играх в Лос-Анджелесе он был 5-м в финале (с результатом 1:44.53) на дистанции 800 м, и вышел в полуфинал (с результатом 3:03.87) в эстафеты 4×400 метров.
В сентябре 1988 года на летних Олимпийских играх в Сеуле он также был 7-м в финале (с результатом 1:48.03) на дистанции 800 м.
Трижды он был чемпионом Италии в беге на 800 м (1983, 1984, 1988) и один раз в беге на 400 м (1984). В зале он выигрывал национальный титул в беге на 400 м в 1984 и 1989 годах.

## Спортивные достижения
| Год  | Спортивное соревнование      | Место        | Мероприятие      | Результат                          | Время   | Примечания   |
| ---- | ---------------------------- | ------------ | ---------------- | ---------------------------------- | ------- | ------------ |
| 1982 | Чемпионат Европы             | Афины        | 800 м            | 7-е место в Предварительном забеге | 1'50"27 | [ 9 ]        |
| 1983 | Чемпионат мира               | Хельсинки    | 800 м            | 5-е место в Предварительном забеге | 1'47"62 | [ 9 ]        |
| 1983 | Чемпионат мира               | Хельсинки    | Эстафета 4×400 м | 5-е место                          | 3'05"10 | [ 9 ]        |
| 1983 | Средиземноморские игры       | Касабланка   | Эстафета 4×400 м | Серебро                            | 3'04"54 |              |
| 1984 | Чемпионат Европы в помещении | Гётеборг     | 800 м            | Золото                             | 1'48"05 |              |
| 1984 | Летние Олимпийские игры      | Лос-Анджелес | 800 м            | 5-е место                          | 1'44"53 |              |
| 1984 | Летние Олимпийские игры      | Лос-Анджелес | Эстафета 4×400 м | 5-е место                          | 3'01"44 | [ 9 ] [ 10 ] |
| 1987 | Кубок Европы                 | Прага        | 800 м            | Серебро                            | 1'46"38 | [ 9 ]        |
| 1988 | Летние Олимпийские игры      | Сеул         | 800 м            | 7-е место                          | 1'48"03 | [ 9 ]        |